# 玛鸣洲
玛鸣洲（？—？），蒙古名玛尼巴达喇，蒙古族，哲里木盟科尔沁左翼前旗（今属内蒙古自治区通辽市）人，满洲国政治人物、东蒙古人民自治政府要人。

## 生平
玛鸣洲毕业于北京俄文专科学校。1939年夏，满洲国首都新京（今长春）皇宫举办了满洲国境内蒙古各旗王公向溥仪皇帝“土地奉上”仪式，各旗王公自此放弃土地所有权，实现土地国有。作为“土地奉上”之补偿，满洲国决定每年拨款用于各旗蒙古人的文化教育事业，其中主要是增设中等学校，另外还包括扩建小学、增派留学日本的学生。为管理使用该款项，按照行政区划的隶属关系，分别成立了财团法人蒙民厚生会、蒙民裕生会。玛鸣洲出任蒙民厚生会（会址设在王爷庙，即今乌兰浩特）的专务理事，负责日常工作。
1940年春，一些蒙古族知识青年提出在王爷庙兴建成吉思汗庙的提议，随即成立了“成吉思汗庙筹建委员会”，推举满洲国兴安局总裁巴特玛拉布坦为会长，兴安陆军军官学校校长甘珠尔扎布、蒙民厚生会理事玛尼巴达喇为副会长。在筹建期间，筹建委员会的玛尼巴达喇曾率蒙古族画家耐日勒图等人，专赴甘肃省兴隆山，到暂时迁往此处的成吉思汗“八白室”访问，并依其建筑风格设计了蓝图。1941年5月5日，工程开工，1944年10月10日成吉思汗庙建成。
1946年1月16日，东蒙古人民代表会议在科尔沁右翼前旗葛根庙召开。大会选举产生政府委员15名，博彦满都当选政府主席，玛尼巴达喇当选为副主席，哈丰阿任秘书长；此外，还选举哈丰阿、特木尔巴根、阿思根等45人组成政府“小呼拉尔”。1月19日，发表《东蒙古人民自治政府成立宣告》，宣布东蒙古人民自治政府正式成立。
1946年2月11日，东蒙古人民自治政府副主席玛尼巴达喇作为首席代表，率“东蒙人民代表团”抵达北平，准备赴重庆请求重庆国民政府承认东蒙古自治未果，在北平同国民党方面要员进行接触，接受了迎接国民党进入东蒙古的使命。
代表团在北平期间，军统北平站站长马汉三曾前来拜访，并告诉玛尼巴达喇，想去重庆，可请戴笠帮忙。不久戴笠便来到北平，经马汉三引见，玛尼巴达喇同戴笠见了一面，提出了受东蒙人民代表大会委托赴重庆面陈东蒙古自治事宜，请戴笠帮忙。戴笠叫玛尼巴达喇等候一些日子。一天，马汉三来向玛尼巴达喇说：“戴老板已回重庆了，你们东蒙事快有眉目了，戴老板答应帮忙，一定能成。”东蒙古代表团又等待了一些日子，仍不见回音，便去找熊式辉，结果得到了一个不准东蒙古自治、不准代表团赴重庆的通知。东蒙古代表团临回东蒙古之前，马汉三来见玛尼巴达喇，说戴笠还会帮忙促成此时，并让玛尼巴达喇带回一部电台、两名报务员，以便今后联系。玛尼巴达喇明知这是军统特务电台，仍自己做主答应，并将电台带回了东蒙古。
为此，玛尼巴达喇在1946年8月中旬遭到海拉尔市公安局逮捕，并连夜送往齐齐哈尔。博彦满都闻讯后十分震怒，质问特木尔巴根：“谁叫公安局提走了玛尼巴达喇？”特木尔巴根回答：“哈丰阿、张策来信说玛是国民党特务，叫我下令逮捕的。”博彦满都说：“未经我这个内蒙古自治运动联合会副主席、兴安省参议会议长的同意，也没经兴安省参议会的批准，逮捕参议员是非法的。”博彦满都还召开了当时在海拉尔的20余名参议员参加的兴安省参议会临时会议，博彦满都在会上表示，即便玛尼巴达喇是国民党特务，也应由参议会自己处理，不应当交给别人。由此，博彦满都同哈丰阿发生了激烈矛盾。此后，张策派朋斯克赴扎兰屯，请博彦满都到王爷庙开座谈会，消除了两人之间的矛盾。